# TAPS-Puffer
TAPS (ein Akronym für [Tris(hydroxymethyl)methylamino]propansulfonsäure) ist eine in der Biochemie verwendete Puffersubstanz aus der Gruppe der Good-Puffer.

## Eigenschaften
TAPS ist ein Analogon der Puffersubstanzen TRIS und TAPSO. TAPS bindet zweiwertige Kationen, darunter Co2+ und Ni2+. Aufgrund seines pKS-Werts von 8,44 eignet sich TAPS für Anwendungen im pH-Wert-Bereich 7,7 bis 9,1.